# Catunaregam longispina
Catunaregam longispina är en måreväxtart som först beskrevs av Heinrich Friedrich Link, och fick sitt nu gällande namn av Deva D. Tirvengadum. Catunaregam longispina ingår i släktet Catunaregam och familjen måreväxter. Inga underarter finns listade i Catalogue of Life.